# シャーマン・ルイス
シャーマン・ルイス（Sherman Lewis、1942年6月29日 - ）は、アメリカ合衆国・ケンタッキー州ルイビル出身のアメリカンフットボールコーチ。
アシスタントコーチとしてこれまでにスーパーボウルで4回（第19回、第23回、第24回のサンフランシスコ・フォーティナイナーズ、第31回のグリーンベイ・パッカーズ）の優勝に関わっている。

## 経歴
ミシガン州立大学時代は大学最終年の1963年には90回のランで577ヤードを獲得、パスレシーブでも11回のレシーブで303ヤードを獲得、ハーフバックとしてオールアメリカンに選出されると共にハイズマン賞の投票でロジャー・ストーバック、ビリー・ロスリッジに次いで3番目の得票を得た。大学時代はアメリカンフットボールの他に陸上競技も行っていた。大学2年次にはビッグ・テン・カンファレンスのインドア大会で走幅跳、300ヤード走の2種目で優勝した。1963年のカンファレンスの大会でも走幅跳で優勝した。2001年9月7日、ミシガン州立大学のスポーツ殿堂入りした7人目の人物となった。
1964年、1965年にCFLのトロント・アルゴノーツでプレーした。1966年はAFLのニューヨーク・ジェッツでプレーした（AFLは1970年にNFLと統合した。）。

## 引退後
選手生活から引退した後、母校のミシガン州立大学のコーチを1969年から1982年まで務めた。その後ビル・ウォルシュの下でサンフランシスコ・フォーティナイナーズのランニングバックコーチ、ワイドレシーバーコーチを務め3度のスーパーボウル制覇に関わった。ナイナーズで彼が指導した選手にはロジャー・クレイグ、トム・ラスマン、ジェリー・ライス、ジョン・テイラーがいる。
1992年から1999年までグリーンベイ・パッカーズのマイク・ホルムグレンヘッドコーチの下でオフェンスコーディネーターを務めた。彼が指導した8年間でブレット・ファーヴは30,894ヤードを獲得、236タッチダウンをあげた。
2000年から2001年までミネソタ・バイキングスのオフェンスコーディネーター、2003年から2004年までデトロイト・ライオンズのオフェンスコーディネーターを務めた。
34シーズンコーチを務めていたものの2004年シーズン以降アメリカンフットボールから遠ざかっていた彼は、2009年ワシントン・レッドスキンズのオフェンスコンサルタントに就任、シーズン第6週まで2勝4敗、1試合平均13.4得点でリーグで下から4番目の平均得点しかあげていないレッドスキンズのダニエル・スナイダーオーナー、ビニー・サーラトGMの意向でジム・ゾーンヘッドコーチに代わってチーム加入からわずか2週間でオフェンスのプレーコールを担当することとなった。